# 劉振忠
劉振忠總主教（英語：Archbishop Peter Lau Cheng-chung；1951年5月13日—），天主教高雄教區主教，現任輔仁大學學校財團法人、高雄明誠中學、屏東新基高中董事長，靜宜大學、文藻外語大學董事。聖座醫療牧靈委員會顧問。

## 簡歷
- 1951年5月13日，生于嘉義縣大林镇，6月15日受洗。
- 1980年4月13日，在斗六正心中学晋铎，随后就任主教座堂副主任。
- 1985年7月，赴罗马传信大学攻读教会法，1987年6月获教会法硕士学位。
- 1988年3月，任斗六圣心小修院院长，9月兼正心中学公民与伦理教师。
- 1993年8月，兼正心中学总务主任。
- 1994年7月1日，教宗若望保禄二世任命为嘉義教區主教，9月28日在斗六正心中学祝圣就职。
- 2004年7月5日，教宗若望保禄二世任命为高雄教區助理主教，8月29日在高雄玫瑰聖母聖殿主教座堂就职。
- 2006年1月5日，繼任高雄教区主教。
- 2009年11月21日，由教宗本篤十六世擢升為個人領銜的總主教（Archbishop ad Personam）。

## 外部連結
- 輔大劉振忠董事長

| 天主教會職銜                                   | 天主教會職銜                                      | 天主教會職銜                                          |
| ---------------------------------------------- | ------------------------------------------------- | ----------------------------------------------------- |
| 前任： 林天助 1994年3月4日－7月1日為教座出缺期 | 天主教嘉義教區主教 1994年7月1日－2004年7月5日     | 繼任： 洪山川 2004年7月5日－2006年1月16日為教座出缺期 |
| 無此需要                                       | 天主教高雄教區助理主教 2004年7月5日－2006年1月5日 | 繼承教區主教職務                                      |
| 前任： 單國璽                                  | 天主教高雄教區主教 2006年1月5日－                 | 現任                                                  |
| 教育職務                                       |                                                   |                                                       |
| 前任： 王愈榮                                  | 輔仁大學學校財團法人董事長 2009年－               | 現任                                                  |